# Закон України «Про використання ядерної енергії та радіаційну безпеку» (1995)
Закон України «Про використання ядерної енергії та радіаційну безпеку» 1995 — закон, ухвалений Верховною Радою України 8 лютого 1995. Визначає права й обов'язки громадян у сфері використання ядерної енергії, регулює діяльність, пов'язану з експлуатацією ядерних установок і джерел іонізуючого випромінювання, встановлює правові основи міжнародних зобов'язань України щодо використання ядерної енергії. 
В ньому сформульовано основні принципи державної політики щодо використання ядерної енергії та радіаційного захисту:
- пріоритет захисту людини й довкілля від впливу іонізуючого випромінювання;
- забезпечення безпеки при використанні ядерної енергії;
- відкритість і доступність відповідної інформації;
- встановлення відповідальності за порушення правового режиму безпеки в цій сфері;
- розмежування функцій державного управління в галузі використання ядерної енергії та державного регулювання ядерної й радіаційної безпеки;
- створення правового та фінансового механізму відповідальності експлуатуючої організації перед громадянами та суб'єктами господарювання за заподіяну ядерну шкоду тощо.

Закон закріплює основні вимоги, що є спільними для ядерного законодавства всіх держав, які використовують ядерну енергію. Серед них – вимоги щодо: гарантій безпеки ядерних установок, джерел іонізуючого випромінювання та безпечного поводження з ядерними матеріалами; відшкодування шкоди, заподіяної ядерним інцидентом; виконання міжнародних угод в ядерній галузі (див. також Договір про нерозповсюдження ядерної зброї та про приєднання до нього України).